# NGC 1965
NGC 1965 is een emissienevel in het sterrenbeeld Goudvis. Het hemelobject werd op 31 december 1835 ontdekt door de Britse astronoom John Herschel.

## Synoniemen
- ESO 56-SC123